# 제18회 유럽 영화상
제18회 유럽 영화상의 시상식에 관한 내용이다.

## 수상 및 후보

### 유러피안 작품상
- 히든 - 미카엘 하네케 수상

### 유러피안 감독상
- 히든 - 미카엘 하네케 수상

### 유러피안 여우주연상
- 소피 숄의 마지막 날들 - 줄리아 옌체 수상

### 유러피안 남우주연상
- 히든 - 다니엘 오떼유 수상

### 유러피안 각본상
- 천국을 향하여 - 하니 아부 아사드 수상

### 유러피안 촬영상
- 돈 컴 노킹 - 프랜즈 러스티그 수상

### 유러피안 음악상
- 호텔 르완다 - 루퍼트 그렉슨-윌리엄스 수상

### 유러피안 편집상
- 히든 - 미카엘 후데섹 수상